# Rheingau-Taunus-Kreis
Rheingau-Taunus-Kreis är ett distrikt (Landkreis) i västra delen av det tyska förbundslandet Hessen.
1. ↑  hämtat från: tyskspråkiga Wikipedia.[källa från Wikidata]
2. ↑  läs online, statistik.hessen.de .[källa från Wikidata]
3. ↑  hämtat från: tyskspråkiga Wikipedia.[källa från Wikidata]